# Dice+
Le Dice+ est un dé électronique permettant de jouer aux jeux de société sur une tablette tactile.

## Histoire
Le Dice + est inventé par deux Polonais  Patryk Strzelewicz et Michał Bąk. Il possède le logiciel Powered board games ainsi qu'un capteur de proximité et un accéléromètre. Le dé fonctionne avec la technologie bluetooth,,,.